# معادن طلا در افغانستان
معادن طلا در افغانستان از قدیم‌الایام مورد استخراج طلاگران قرار می‌گرفت. استخراج طلا توسط زرشویی با پوست گاو در بدخشان و استخراج طلاکانی در غزنی از قرن‌ها قبل وجود داشت. طلای ریگی که در کشور تاجیکستان و ازبکستان و ولایت‌های تخار و بدخشان افغانستان وجود دارد، همه از معادن بزرگ طلای بدخشان سرچشمه گرفته‌است. ذرات طلا این معادن در طول میلیون‌ها سال توسط دریای کوکچه به آمو انتقال یافته، ذریعهٔ دریای آمو به‌سمت‌های مختلف انتقال داده شده‌است.

## اکتشافات
پس از سال ۲۰۰۲ کمپین‌های اکتشافی فضایی آمریکایی آغاز به کشف معدن دست ناخوردهٔ افغانستان دست زده‌است. سازمان ناسا تا کنون ۳۳۰ معدن دست ناخورده را تشخیص نموده‌است که بعضی از آن‌ها پیش‌تر غیر دقیق محاسبه گردیده بود.
بر اساس معلومات وزارت معادن و پلتفورم، معادن موجود طلا در افغانستان عبارت‌اند از: معادن طلای ویکادر و راغ در بدخشان، معدن طلای چاه‌آب، نورآبهٔ سمتی، حصار و معدن طلای انجیر در ولایت تخار، معدن طلای زرکشان در ولایت غزنی، معدن طلای حصارک در ولایت لوگر، معدن طلای کندلان در ولایت زابل، و معدن طلای قره‌دغن که در ولایت بغلان موقعیت دارد. افزون‌بر این طور درصدی در معادن مس لوگر هرات و جست و سرب قندهار بغلان وجود دارد. مقدار طلا در معادن کشف شده در مجموع بیش از ۳ پی‌پی‌ام (ذره در میلیون) می‌باشند. در مجموع ۱۰٪ از معادن این کشور کشف گردیده‌است؛ که از جمله معادن طلا نیز می‌باشد.

## استخراج سنتی
مردم محلی ساحل دریای کوکچهٔ بدخشان از سالیان دور است که با وسایل ساده از قبیل پوست گاو و غربال از آمودریا، طلا را از طریق زرشویی بدست می‌آورند. گفته می‌شود مردم با زحمت روزی یک تا دو گرم طلا بدست می‌آورند.

## معادن کنونی
- معدن طلای راغ بدخشان
- طلای سمتی ولسوالی چاه آب تخار 260 تن
- معدن طلای زرکشان در مقر غزنی ۷٬۵۰۰ کیلو
- معدن طلای کهنه سنگ زابل
- معادن طلا خاکریز قندهار
- معدن جست ولایت هرات که دارای ذخایر زیادی از طلا است.

### معدن طلای ویکادر
این معدن در ۵۰ کیلومتری شمال شهر فیض‌آباد در ولسوالی راغ ولایت بدخشان موقعیت دارد که موجودیت طلایی با کیفیت بلند، در آن ثابت شده‌است. این معدن ۲ متر عرض و ۳۵۰ متر طول دارد؛ اما در مورد ذخیرهٔ آن تا کنون کدام سروی صورت نگرفته‌است.

### معدن سمتی طلا
این معدن؛ در جوار معدن طلای نورابه در ولسوالی چاه آب ولایت تخار موقعیت دارد. ذخیرهٔ معدن طلای این کان، از ۱۲ تا ۲۴ تن تخمین شده‌است.
معدن طلای سمتی؛ با داشتن ۱٬۷۰۰ متر عرض و ۸٬۰۰۰ متر طول، در هر متر مکعب ۱۰۰ ملی گرام طلا دارد. قرارداد این معدن، در بدل ۲۰ درصد حق الامتیاز، برای مدت دو سال به یک شرکت افغانی بنام کمپین وست لند تریدنگ داده شده‌است که سالانه ۱٬۷۰۰ کیلو استخراج می‌نماید.
بخش دیگر معدن طلای سمتی؛ به نام طرف راست نامیده می‌شود، با داشتن ۴۹۰ متر عرض و ۵٬۰۲۰ متر طول، در هر متر مکعب به شکل تخمینی ۴۹۳ ملی گرام طلا دارد.
همچنان بخش سوم یا مرکزی معدن طلای سمتی، ۵۰۰ متر عرض و حدود ۴٬۸۰۰متر طول دارد که ذخیرهٔ طلای آن، در هر مترمکعب ۲۲۸ ملی گرام می‌باشد

### معدن طلای نورآبه
این معدن طلا نیز در منطقهٔ نورآبه در ده کیلومتری ولسوالی چاه‌آب ولایت تخار موقعیت دارد. ذخیرهٔ مجموعی طلای معدن نورابه، ۲۶۰ تن تخمین شده که دارای ۸۵۰ کیلو طلای خالص می‌باشد.
معدن طلای نورآبه، در سال ۱۳۶۶ خورشیدی، توسط روس‌ها کشف شده و قرارداد استخراج آن، در سال ۱۳۸۶ خورشیدی، با یک شرکت آمریکایی امضا گردید که استخراج آن، فعلاً نیز جریان دارد. در معدن نورابه سمتی چندین نقطه استخراجی وجود دارد که به اساس سروی انجام شده در زمان روس‌ها در دههٔ ۱۹۷۰ میلادی، هر کدام از این نقاط دارای ذخایر مشخص خود بودند که در نقطه‌ای بنام «حصار» ذخیره به مقدار ۴۳۷ کیلو گرام نیز تثبیت گردید. این معدن، از نوع معادن طلای آبرفتی یا پاشان بوده که منشأ اصلی آن از معادن طلای بدخشان و تاجیکستان می‌باشد. هم‌اکنون کمپین وست‌لند تریدنگ سالانه ۱٬۷۰۰ کیلو در سال استخراج می‌نماید.

### معدن طلای زرکشان
این معدن، با داشتن مساحت تخمینی ۴۸۴ کیلومتر مربع، در ۲۲۵ کیلومتری جنوبغرب کابل در ولایت غزنی موقعیت دارد.
بر اساس تحقیقات سال ۱۳۳۹ و ۱۳۵۱ خورشیدی که توسط متخصصان روسی، جرمنی و آمریکایی در این کان صورت گرفت، تصریح شد که ذخیرهٔ طلای این معدن ۷٬۵۰۰ کیلوگرام تشخیص شده‌است.

### معدن طلای پاشانی
این معدن، در ولایت تخار موقعیت دارد که ۸ متر عرض و ۱٬۷۰۰ متر طول دارد.
این معدن، به سه بخش تقسیم شده‌است که طرف، راست، مرکزی و چپ نامیده می‌شود. طرف راست این معدن که دارای ۵۰۰ متر عرض و ۵٫۲ کیلومتر طول می‌باشد، در هر متر مکعب ۴۹۳ ملی گرام طلا دارد.
بخش دیگر طلای پاشانی که بخش مرکزی است، با داشتن عرض ۴۵۰ متر و طول ۴٫۸ کیلومتر، دارای ۳۷۵ ملی گرام در هر مترمکعب می‌باشد.
همچنان بخش دیگر آن، اطراف نام دارد که بازهم به دو دسته یعنی چپ و راست تقسیم شده‌است. طرف چپ آن ۱۶۰ متر عرض و ۱٫۸ کیلومتر طول دارد که هر مترمکعب آن، دارای ۲۵۸ ملی گرام طلا می‌باشد.
طرف راست این معدن، با داشتن ۲۸۰ متر عرض و ۱٫۴۸ کیلومتر طول، دارای ۳۷۵ ملی گرام طلا در هر متر مکعب می‌باشد.

### معدن طلای قره‌دقن
معدن قره‌دقن طلا در ۸۰ کیلومتری جنوب غرب ولایت بغلان در ولسوالی دوشی موقعیت دارد که از سال ۱۳۷۱ خورشیدی تا ۱۳۷۴ از سوی وزارت معادن و پلتفورم کشف شده و تا کنون، از کندن کاری‌های شخصی، مسوون مانده است.
قرارداد اکتشافی معدن طلای قره‌دقن، در ماه جدی سال ۱۳۸۹ خورشیدی به هزینهٔ ۵۰ میلیون دالر، برای مدت سه سال از سوی دولت به یک شرکت خصوصی داده شد؛ تا اندازهٔ ذخایر موجود طلا در این معدن را تشخیص نماید. معدن جست ولایت هرات که دارای ذخایر زیادی از طلا است.

### معادن طلا پریان
به اساس سروی تیم ریاست سروی و جیو لوجی وزارت معادن که در سال ۱۳۹۲ خورشیدی صورت گرفت، معدن طلا در ولسوالی پریان این ولایت کشف گردید و قرار است در سال جاری، روی معادن تذکر حفاری‌های عمیق جهت تثبیت کمیت و کیفیت آن، از سوی وزارت معادن صورت گیرد.
قرار اعلامیه مورخ ۲۳ سرطان سال ۱۳۸۴ وزارت معادن افغانستان، ذخایر هرات خیلی غنی از طلا بوده که می‌توان گفت در هر تن سنگ حدود ۱۰۰ گرم بدست خواهد آمد.
به مقدار کمی طلا در ترکیب معدن مس عینک نیز وجود دارد.